# Astro

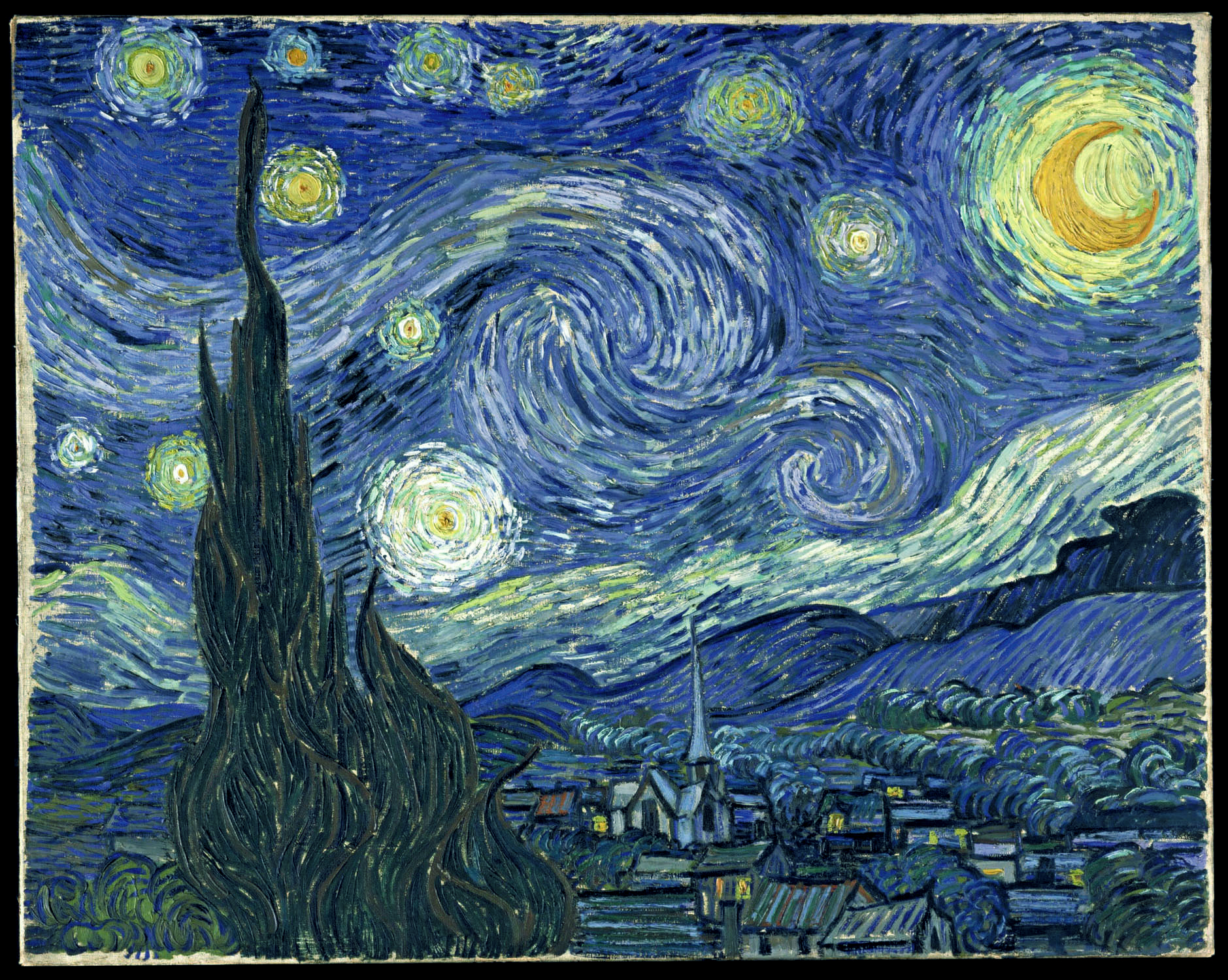
Una rappresentazione di alcuni astri in un quadro di Vincent van Gogh, dal titolo "Notte stellata".

L'astro è un oggetto naturale visibile nel cielo notturno o diurno, al di fuori dell'atmosfera. Esso può essere una stella, un pianeta, un satellite naturale o un asteroide. Generalmente non si considerano astri le comete, le galassie, le nebulose e le supernove. I fenomeni meteorologici non rientrano in questa categoria, interessando esclusivamente la troposfera dell'atmosfera terrestre.

Sin dall'antichità, agli astri era attribuita natura mitologica in quanto ognuno di essi veniva assimilato a una vera e propria divinità, come attestato ad esempio da Cicerone: 
(Cicerone, De natura deorum, II, 42)